# Trybliographa rapae
Trybliographa rapae är en stekelart som först beskrevs av John Obadiah Westwood 1835.  Trybliographa rapae ingår i släktet Trybliographa, och familjen glattsteklar. Arten är reproducerande i Sverige.